# Państwowa Inspekcja Gazownicza
Jeżeli edytujesz kod źródłowy, to aby uzyskać taki efekt: teoria, elektronem, Witolda Gombrowicza – twórz linki według składni: [[teoria]], [[elektron]]em, [[Witold Gombrowicz|Witolda Gombrowicza]].

Państwowa Inspekcja Gazownicza – centralna jednostka organizacyjna rządu istniejąca w latach 1954–1962, powołana w celu zabezpieczenia racjonalnej i oszczędnej gospodarki gazowniczej.

## Powołanie Inspekcji
Na podstawie dekretu z 1954 r. o Państwowej Inspekcji Gazowniczej ustanowiono Inspekcje.
Państwowa Inspekcja Gazownicza podlegała Ministrowi Górnictwa, który sprawował nadzór i kontrolę nad przestrzeganiem przez zakłady przemysłowe przepisów o racjonalnym i oszczędnym użytkowaniu gazu mocnego (wysokokalorycznego), zapobieganiu jego marnotrawstwu oraz kontrolował właściwe wykorzystanie urządzeń produkcyjnych, przesyłowych i pomiarowych w zakładach przemysłowych dostarczających i odbierających gaz.

## Zakres nadzoru i kontroli Inspekcji
Inspekcja sprawowała nadzór i kontrolę, która obejmowała w szczególności:
- kontrolę wykonania zarządzeń właściwych organów w sprawie dostawy i użytkowania gazu;
- sprawdzanie stanu, sposobu działania i stopnia wykorzystania urządzeń produkcyjnych, przesyłowych, pomiarowych i odbiorczych gazu oraz sposobu ich eksploatowania;
- sprawdzanie sposobu pomiaru i ewidencjonowania gazu;
- sprawdzanie u dostawców zgodności ilości gazu oddawanego do użytku z technicznymi możliwościami dostawcy, wynikającymi z racjonalnej gospodarki gazem;
- kontrolę zgodności poboru gazu z przyznanymi przydziałami;
- kontrolę racjonalnego użytkowania gazu i wprowadzenia usprawnień u odbiorców i dostawców;
- kontrolę zgłaszanych zapotrzebowań gazu;
- kontrolę wykorzystania gazów słabych (niskokalorycznych) i urządzeń do ich produkcji w zakładach, które produkują lub są odbiorcami gazów mocnych, oraz kontrolę możliwości zastąpienia gazu mocnego innym paliwem.

## Uprawnienia Inspekcji
Organy Państwowej Inspekcji Gazowniczej przy wykonywaniu kontroli miały prawo wstępu do zakładów przemysłowych użytkujących lub dostarczających gaz.
Dostawcy i odbiorcy gazu byli zobowiązani na żądanie organów Państwowej Inspekcji Gazowniczej udostępnić im wszelkie materiały dotyczące gospodarki gazem oraz ułatwić dostęp do wszelkich urządzeń gazowych.
W przypadku stwierdzenia w czasie kontroli rażącego uchybienia w zakresie prawidłowości gospodarki gazem organ Państwowej Inspekcji Gazowniczej powinien – w celu zapobieżenia grożącemu niebezpieczeństwu lub poważnej szkodzie – występował do kierownika kontrolowanego zakładu przemysłowego z wnioskiem o wydanie doraźnych zarządzeń w sprawie natychmiastowego usunięcia stwierdzonych uchybień.
Kto, będąc kierownikiem zakładu przemysłowego albo osobą odpowiedzialną za gospodarkę gazem w zakładzie przemysłowym, naruszał przepisy o racjonalnym i oszczędnym użytkowaniu gazu lub nie stosował się do nakazów i zakazów wydanych w tym zakresie albo uniemożliwiał lub utrudniał organom inspekcji gazowniczej wykonanie ich uprawnień nadzorczych i kontrolnych, podlegał karze pieniężnej do 3000 zł.

## Zniesienie inspekcji
Na podstawie ustawy z 1962 r. o gospodarce paliwowo-energetycznej zlikwidowano Państwową Inspekcję Gazowniczą.